# 宋建鎬
宋 建鎬（ソン・ゴンホ、1927年9月27日 - 2001年12月21日）は、大韓民国のジャーナリスト。雅号は青巖。軍事独裁政権下で言論の自由と民主化運動に尽力した。

## 人物
忠清北道沃川出身。1956年ソウル大学校行政学科卒業。大韓通信、朝鮮日報を経て、東亜日報に入社し、記者や論説委員を務め、1974年に編集局長となる。1975年には朴正煕政権が広告主に圧力をかけたため、広告欄が白紙のまま発刊されたことで、社主が記者を解雇したため、自ら責任を取って退職した。咸錫憲が創刊した「シアレソリ」の編集委員を務めた。1980年の金大中内乱陰謀事件で検挙されたが、釈放された。1984年に解職記者らを集めて民主言論運動協議会を結成、機関紙「マル」を発刊した。1987年には市民が株主となって設立されたハンギョレ新聞の初代社長に就任した。
著書に『民族知性の探求』（1975年）、『宋建鎬全集』（2002）などがある。2002年には青岩言論文化財団によって宋建鎬言論賞が設立された。